# Yoelle Maarek
Yoelle Maarek (en hebreo: יואל מארק‎) es una científica de la computación israelí nacida en Túnez. Es la Vicepresidenta  Global de Investigación de Amazon, responsable por el desarrollo del módulo de compras de Amazon Alexa.  Maarek es una investigadora en el campo de los motores de búsqueda y la minería de datos, y anteriormente fue vicepresidenta anterior en Yahoo! (Yahoo! Labs) y Directora de Yahoo! en Israel y en India. Maarek fue la primera ingeniera de Israel en trabajar para Google y estableció el primer centro de desarrollo de la compañía en Haifa en 2006.

## Biografía

### Primeros años
Maarek nació el 1 de junio de 1962 en Túnez. Cuando tenía un año, su familia emigró a Francia. Su padre, Armand era un ingeniero civil, y su madre Claire hacía voluntariado para organizaciones sionistas en Francia. Maarek estudió ingeniería en la École Nationale des Ponts et Chaussées en París, y obtuvo un diploma de estudios avanzados de la Universidad Pierre y Marie Curie. Después de completar su maestría, inició sus estudios de doctorado en el Technion en el campo de lenguajes de programación. Durante sus estudios doctorales, estuvo un año como estudiante visitante en la Universidad de Columbia  en Nueva York, donde conoció el trabajo realizado en los motores de búsqueda bajo la guía de la Prof. Gail Káiser. Después de regresar a Israel para completar su doctorado en el Technion en 1989, decidió cambiar su campo de investigación a motores de búsqueda, bajo la supervisión de Daniel M. Berry.

### Carrera
Después de completar su doctorado, regresó a los Estados Unidos y empezó a trabajar en Centro de Investigación Thomas J. Watson de IBM Research ubicado en el Estado de Nueva York. Como parte de su rol, dirigió el equipo que desarrolló el primer motor de búsqueda de la compañía, llamado "Guru". Maarek trabajó en IBM de 1989 hasta 2006, cuando empezó a trabajar para Google. En 2006, fundó el Centro de Ingeniería de Google en Haifa, Israel, donde uno de sus proyectos claves fue el desarrollo de la tecnología de auto-completación para Google y optimización de búsquedas en YouTube. Entre 2009 y 2017, trabajó en la división de Investigación de Yahoo! en Israel. Desde agosto de 2017, hace parte del equipo de imvestigación y desarrollo de Alexa Shopping y se convirtió en la nueva Vicepresidenta Global de Investigación del gigante de medios electrónicos.
Maarek ha servido como copresidenta de los comités de programa de WWW 2009, WSDM 2012 y SIGIR 2012. Es también una miembro de la Junta de  Rectores del Technion. En 2013, Maarek fue elegida como fellow de la Association for Computing Machinery  "por sus contribuciones al liderazgo industrial, la búsqueda de información y tecnologías web."

### Reconocimientos
- En 2009 y 2013,  fue escogida como una de las 50 mujeres más influyentes en Israel por el diario Globes.[11]
- En 2013, fue electa como fellow de la ACM
- En 2014, fue escogida por el diario israelí Haaretz como una de las 66 mujeres israelíes "que valen la pena conocer".[12]
- En 2014, apareció en el lugar #12 entre las 22 ingenieras más poderosas del mundo, de la revista Business Insider.[13]

## Familia
Maarek está casada con Frank Smadja y tiene tres hijos.